# جشنواره رقص آوا

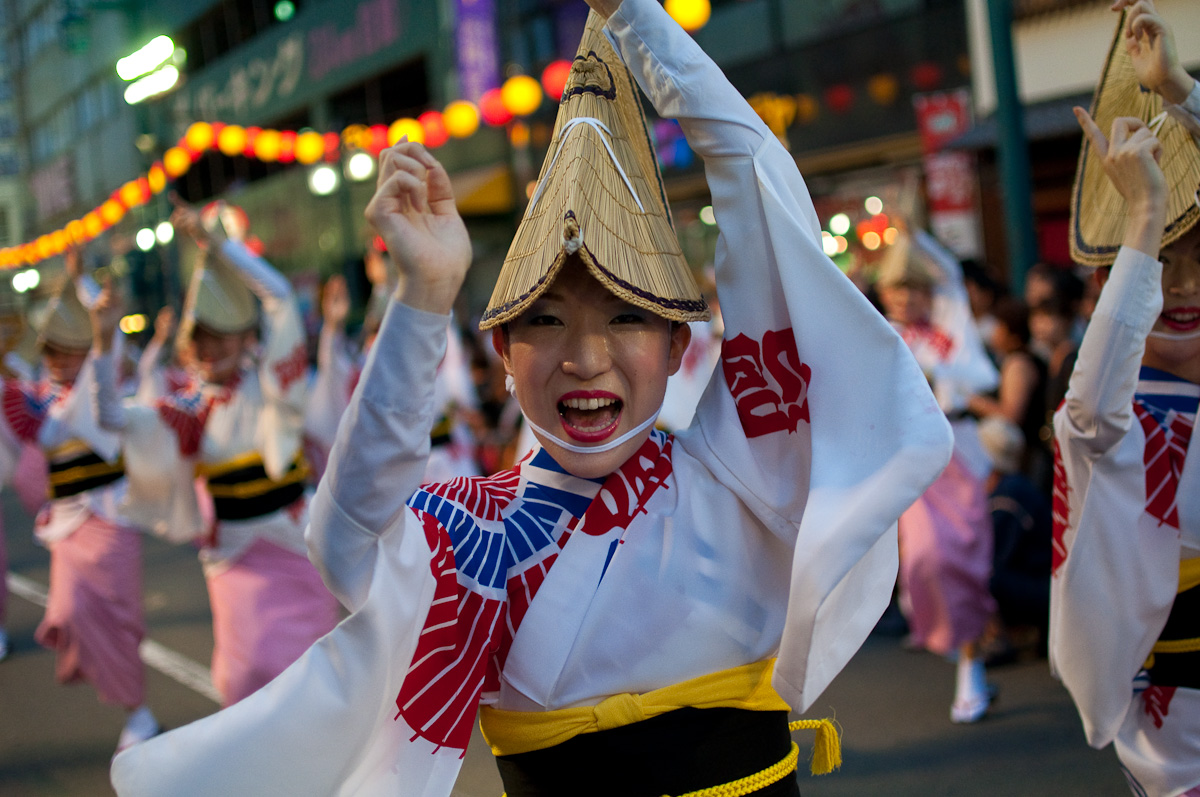
رقصنده‌های آوا اودوری (در استان توکوشیما، شیکوکو)

جشنواره رقص آوا (به انگلیسی: Awa Dance Festival؛ به ژاپنی:阿波踊り،Awa Odori) همه ساله از ۱۲ تا ۱۵ ماه اوت به عنوان بخشی از جشنواره اوبن در استان توکوشیما در شیکوکو در کشور ژاپن برگزار می‌شود. آوا اودوری بزرگترین جشنواره رقص در ژاپن است و هر سال بیش از ۱٫۳ میلیون گردشگر را جذب می‌کند.

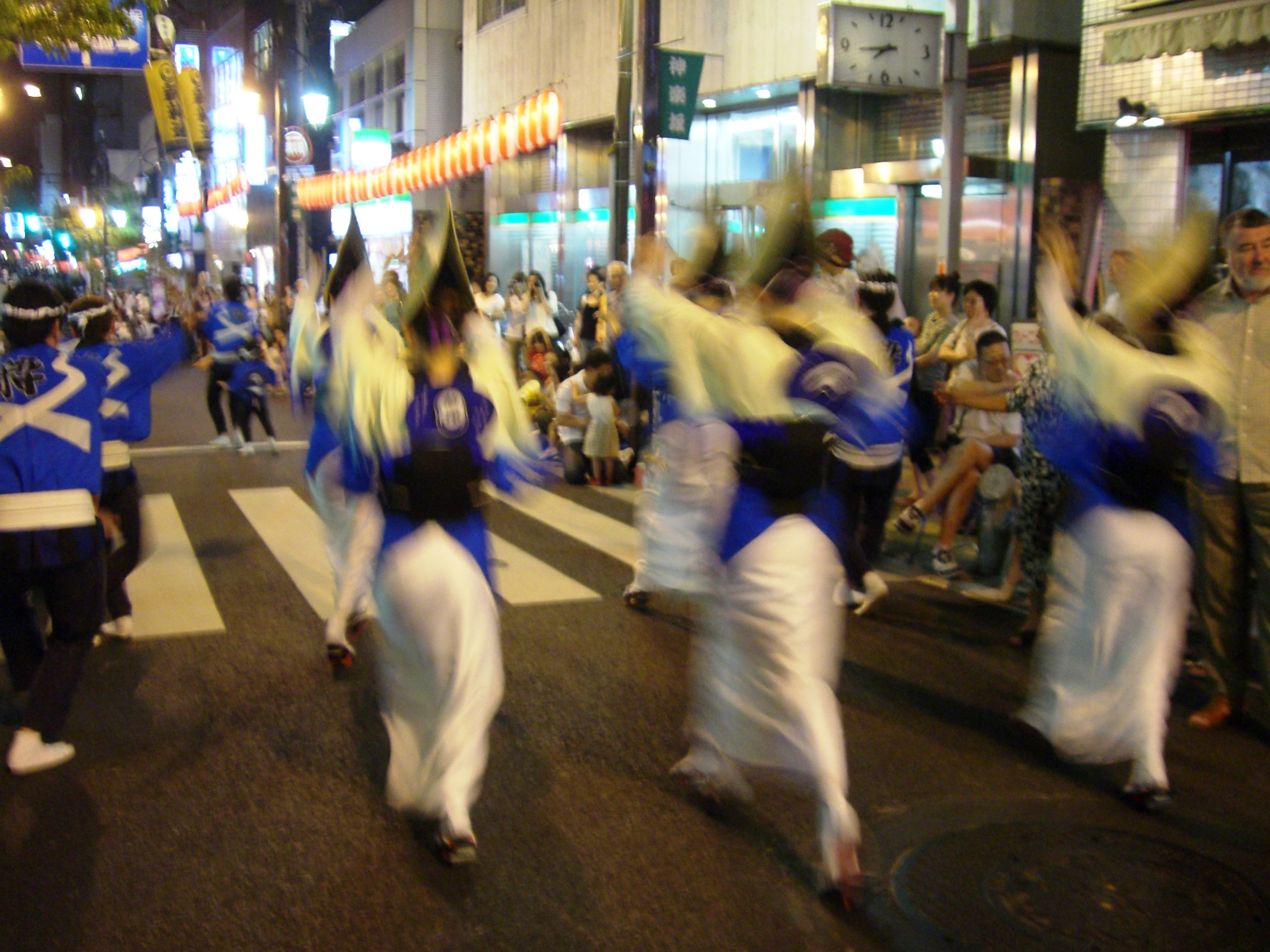
آوا اودوری در کاگورازاکا ژوئیه ۲۰۰۷.

در این جشنواره، رقصنده‌ها رقصی را می‌آموزند که بیش از ۴۰۰ سال تغییری نکرده است.

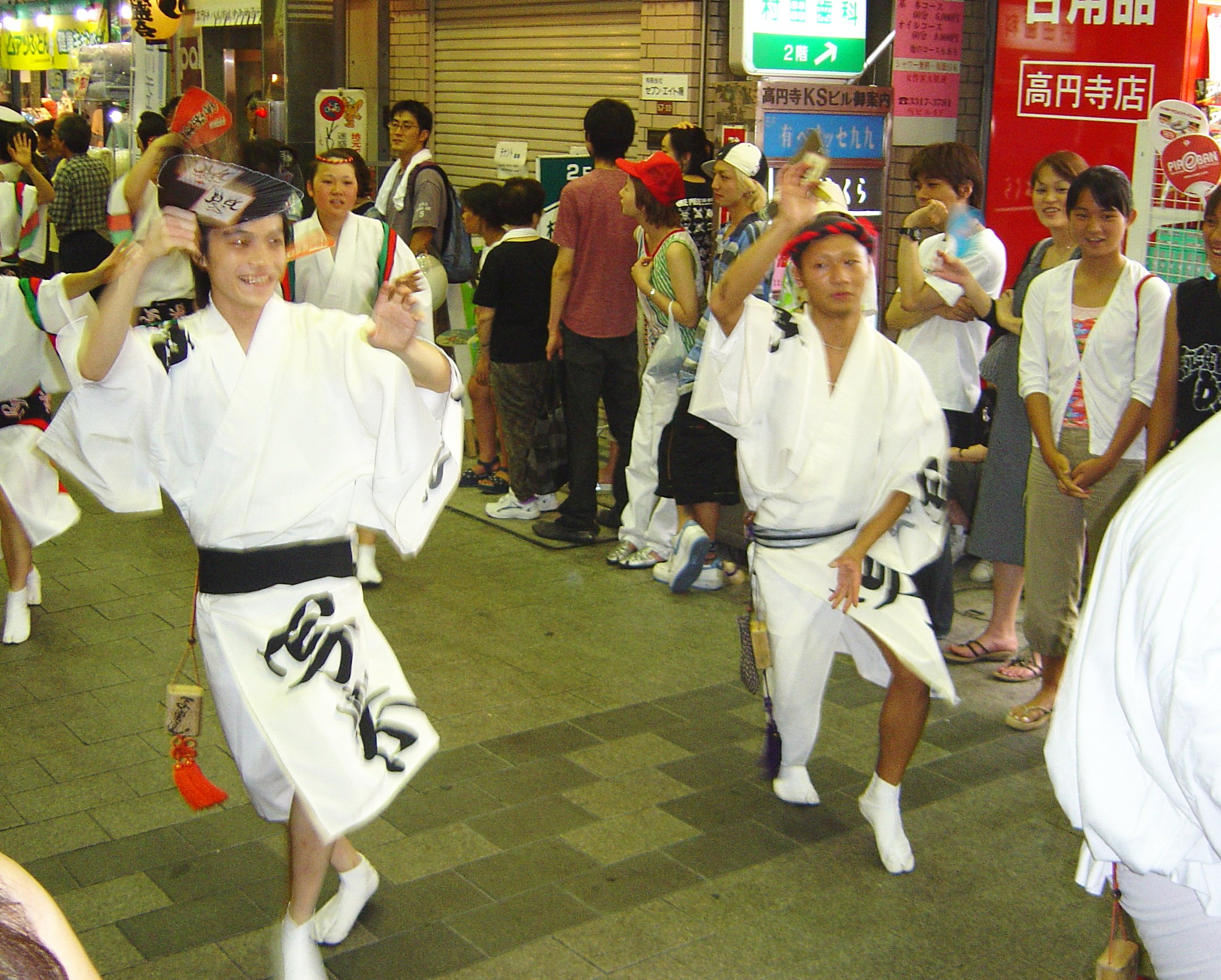
رقص احمق‌ها (در کوئنجی، توکیو)

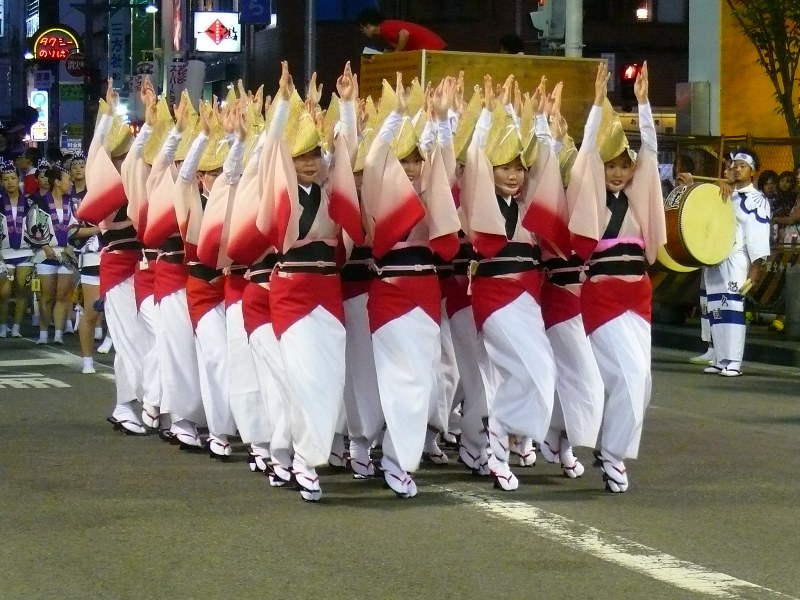
رقصنده‌های آوا اودوری در کنار هم (در استان توکوشیما، شیکوکو)